# Carl Fredrik Diriks
Carl Fredrik Diriks (né le 26 mars 1814 à Larvik – mort le 3 mars 1895  à Christiania, aujourd'hui Oslo) était un peintre, illustrateur et haut fonctionnaire norvégien.

## Dessins

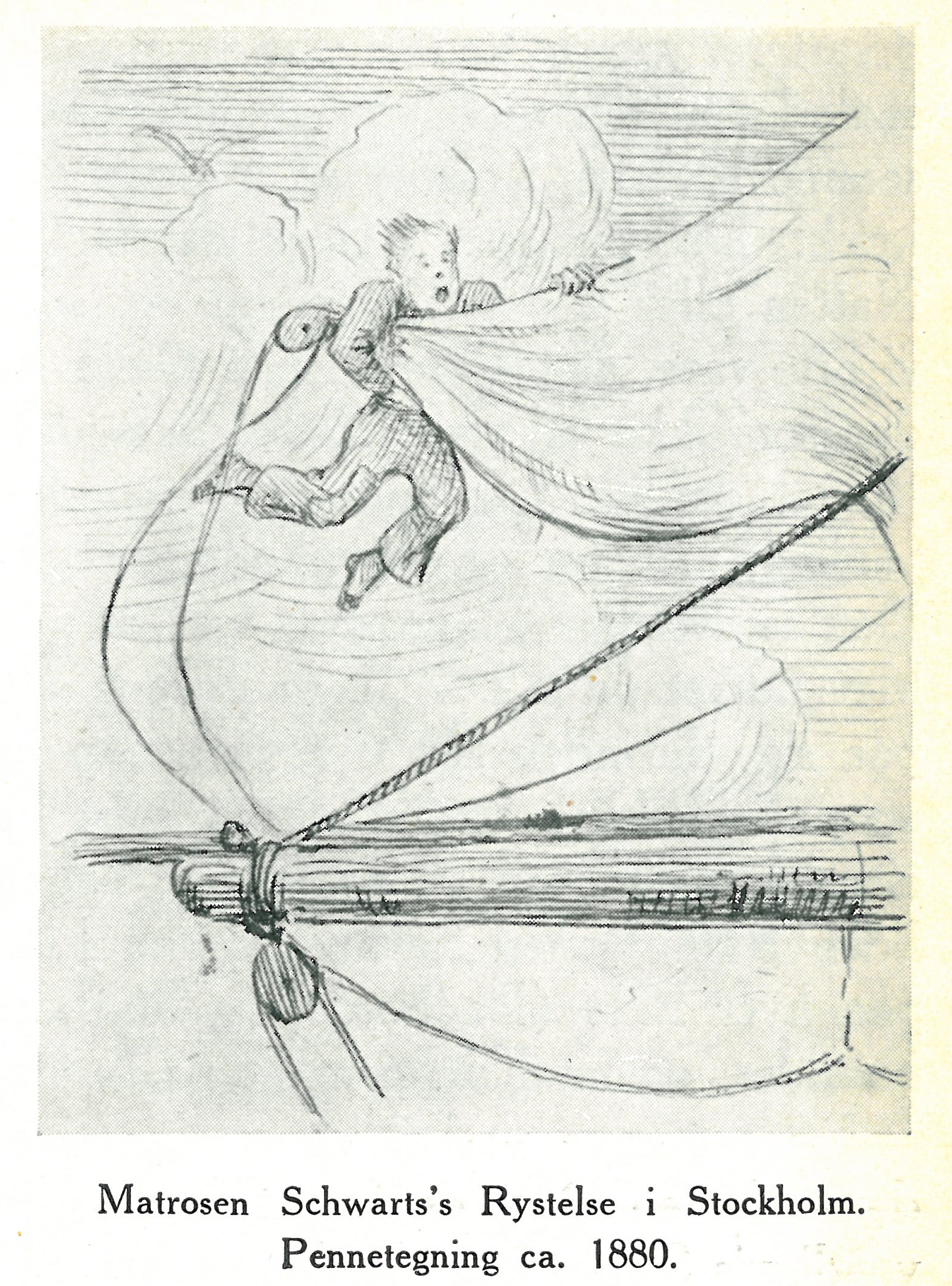
Vers 1880
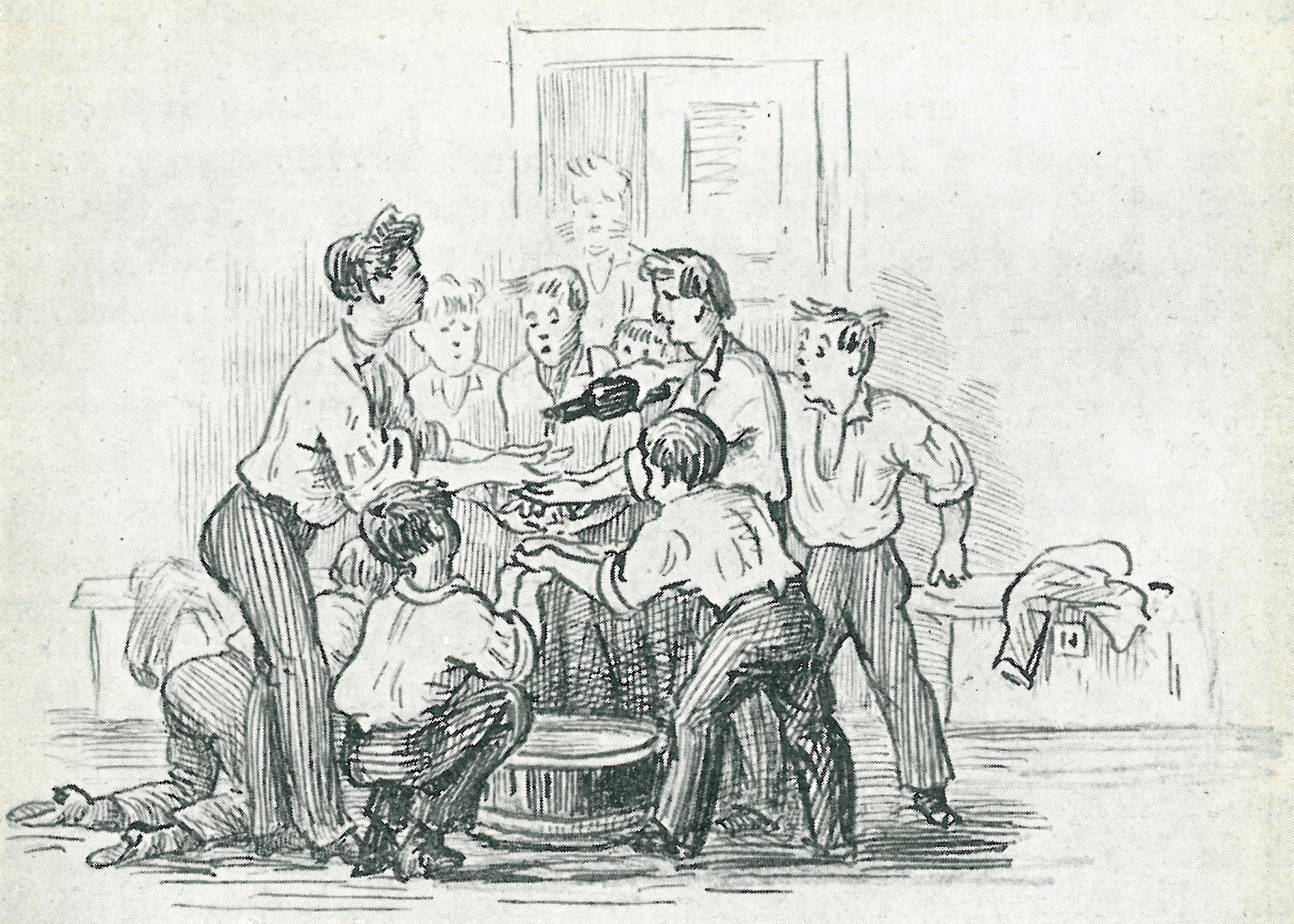
La toilette du matin. Vers 1880
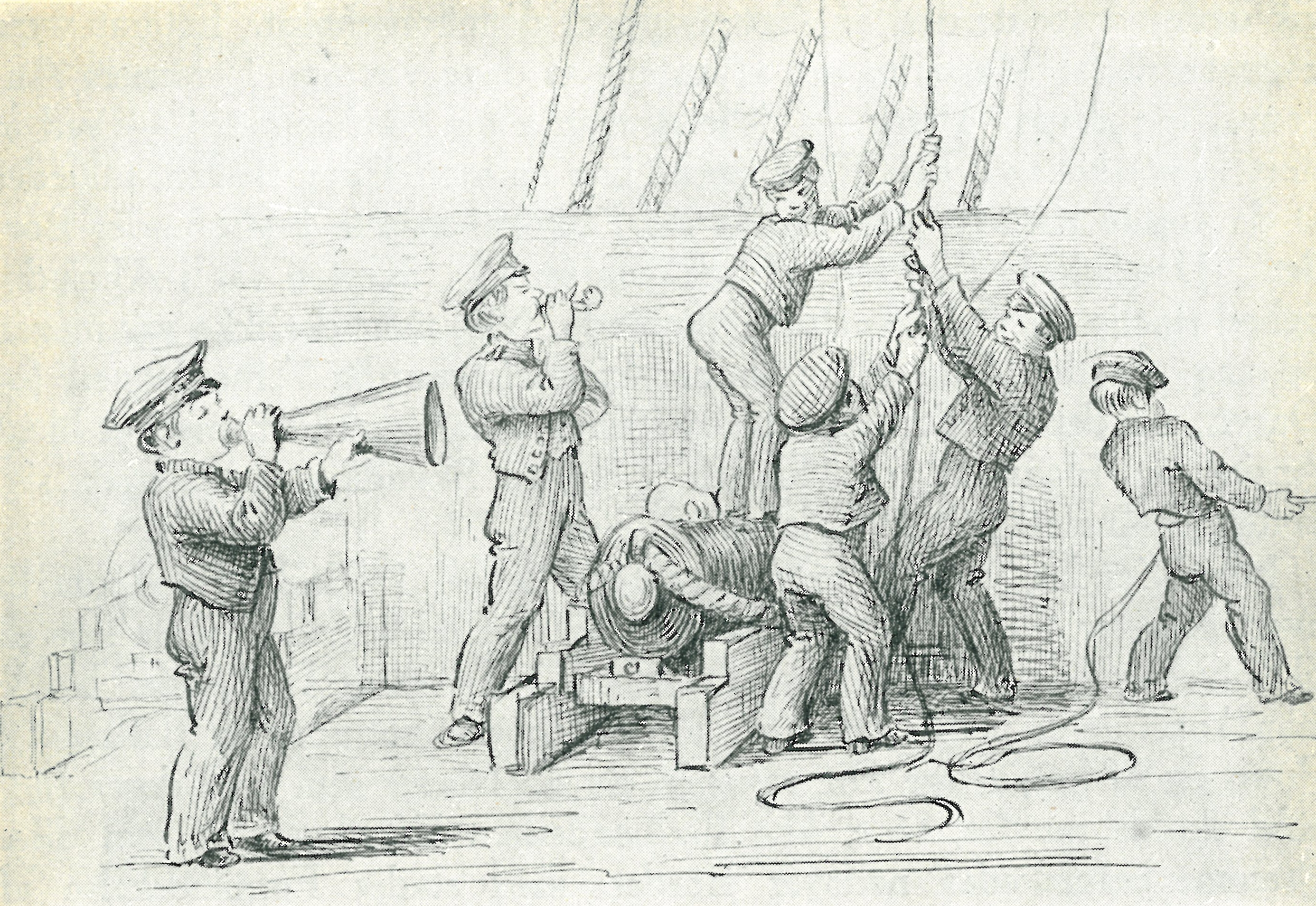
La manœuvre. Vers 1880
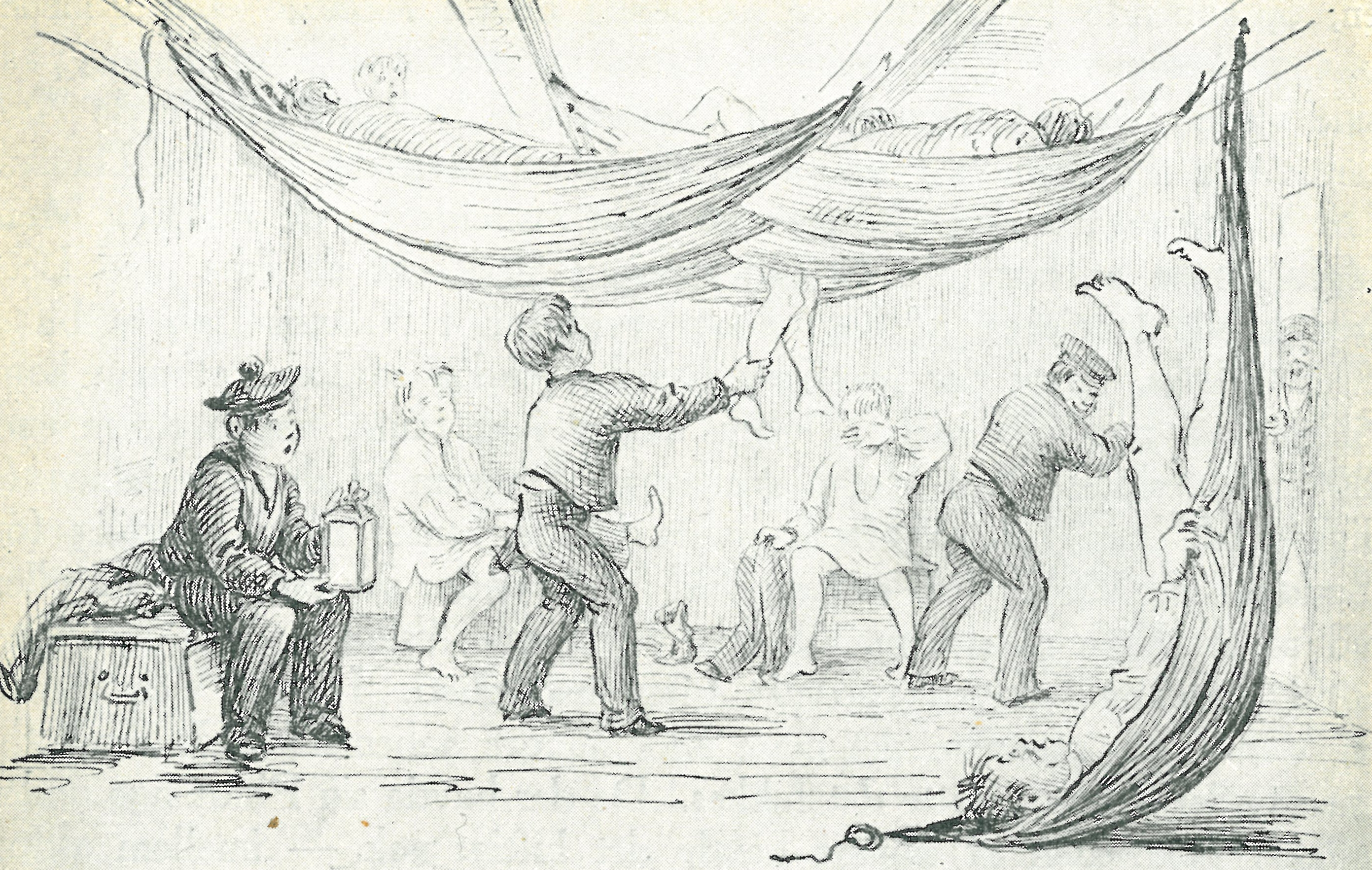
Vers 1880

## Croquis de voyages en Norvège
Croquis de voyages en Norvège  décrit des touristes étrangers visitant la Norvège. Les pages qui suivent proviennent d'une édition de 1945.

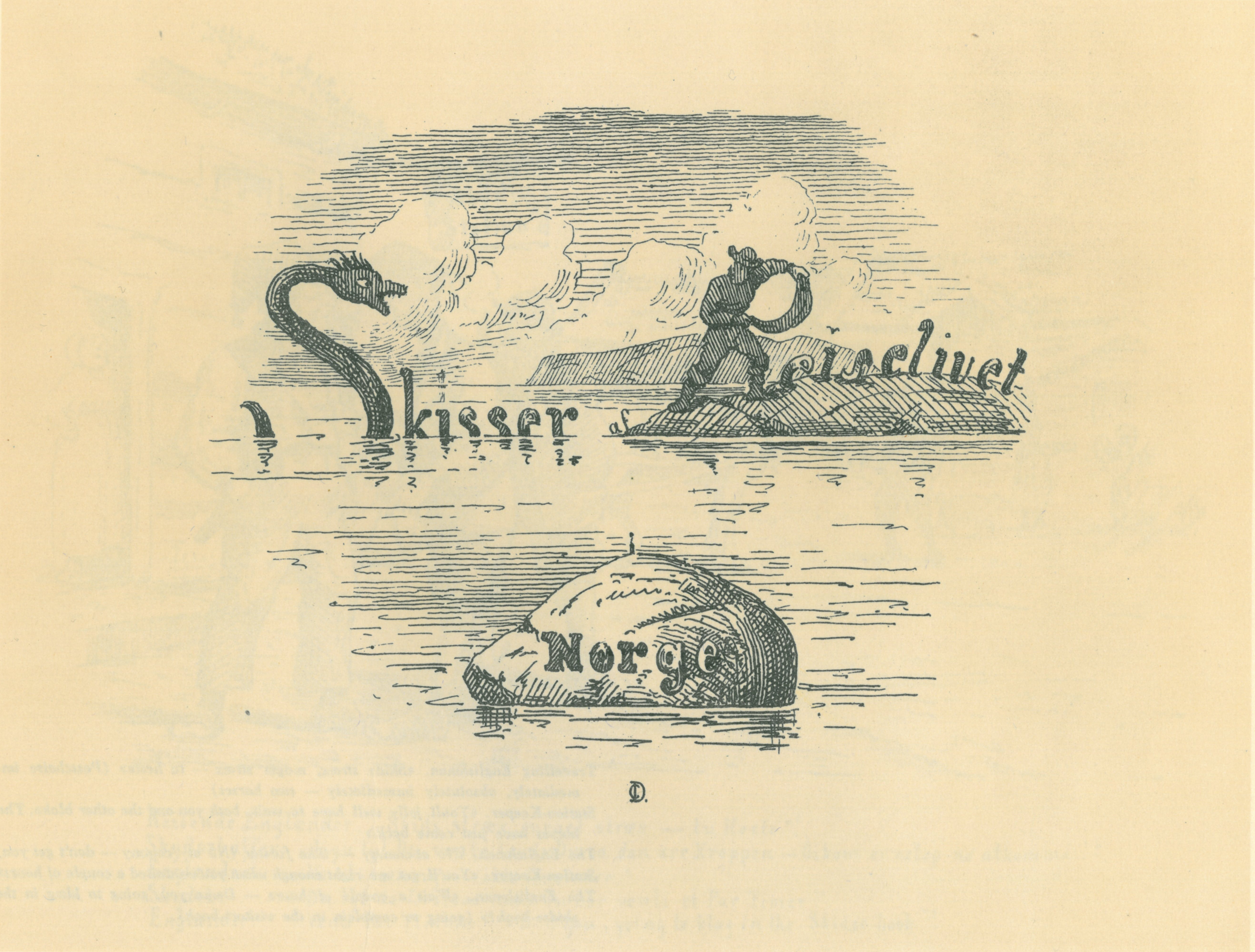
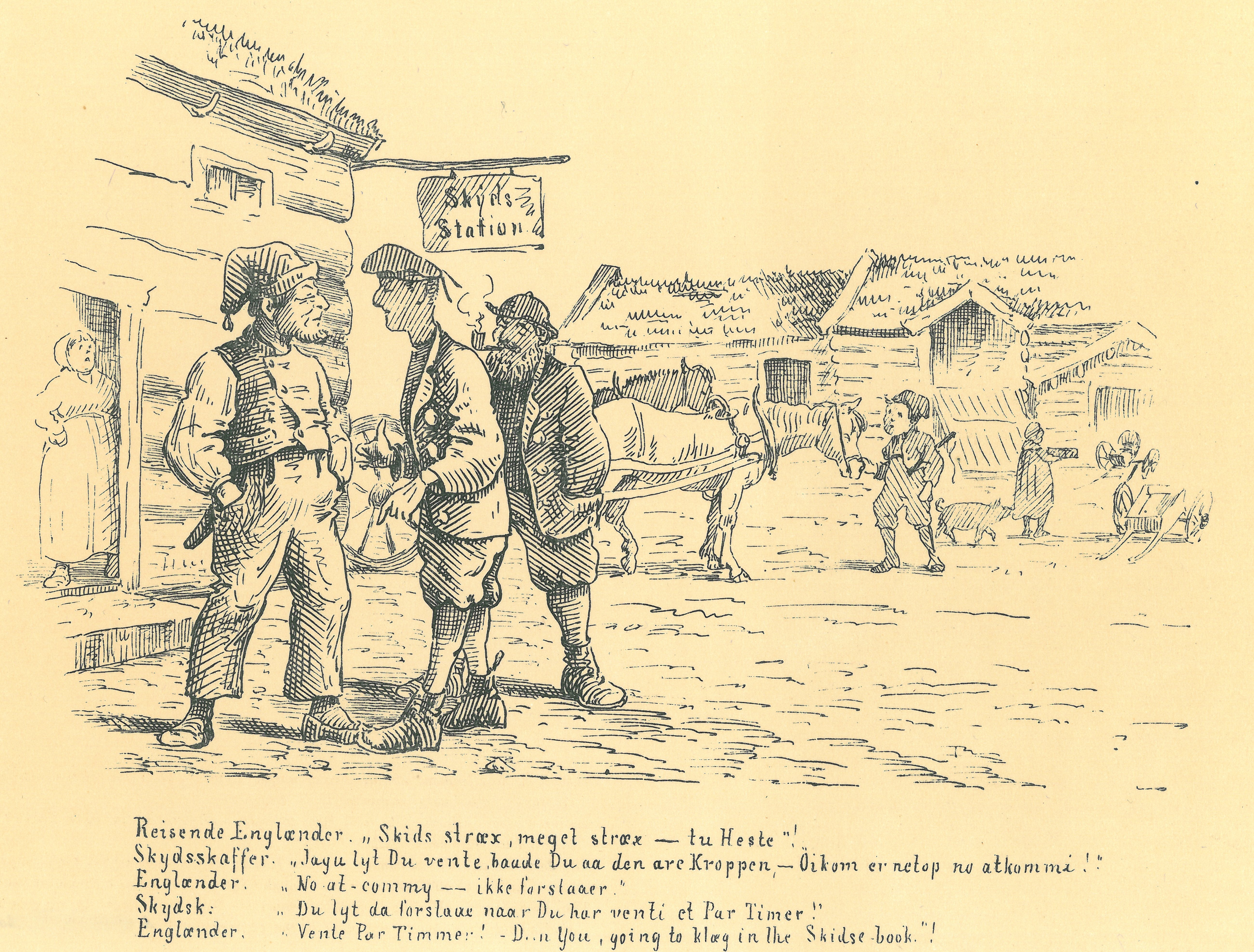
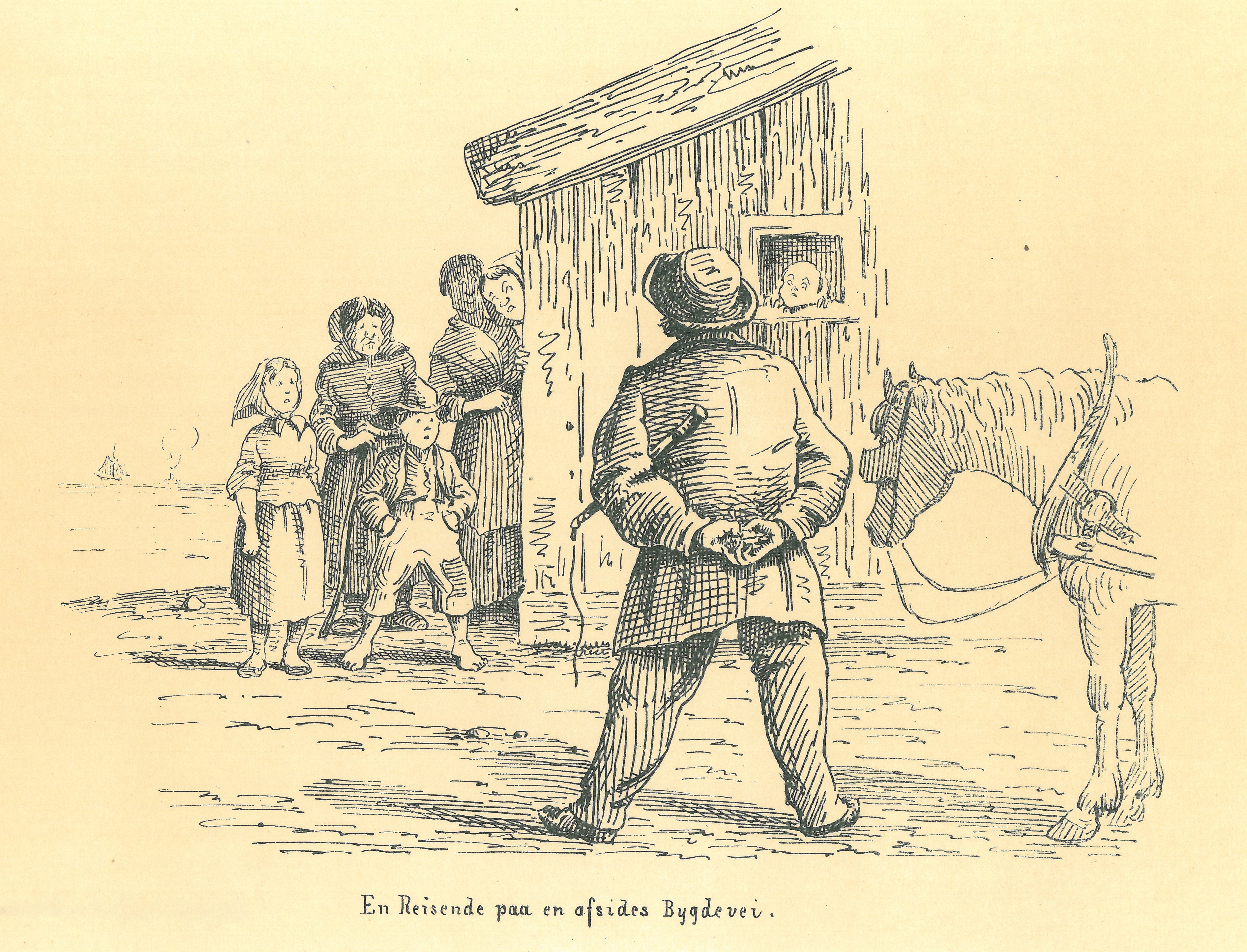
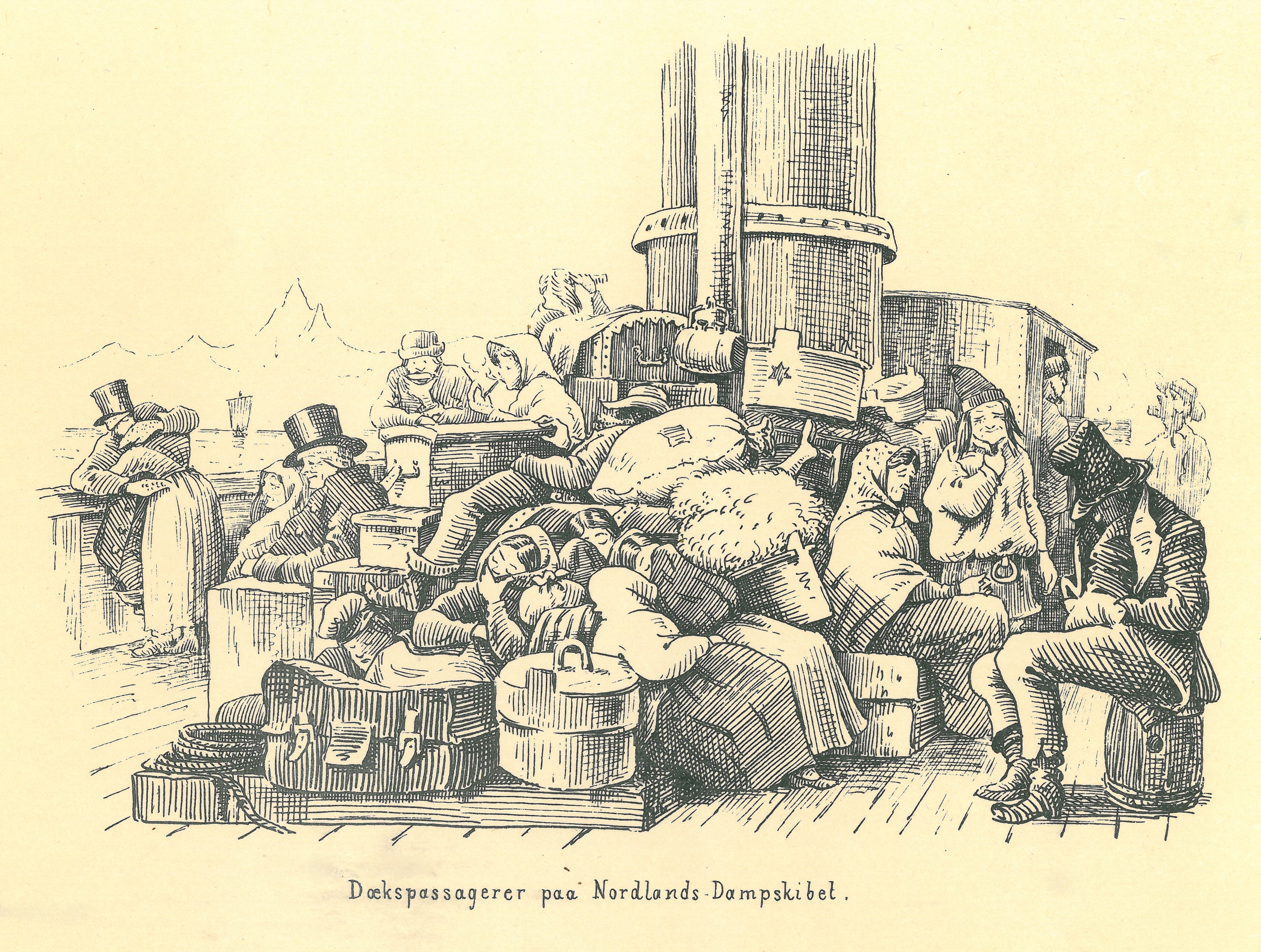
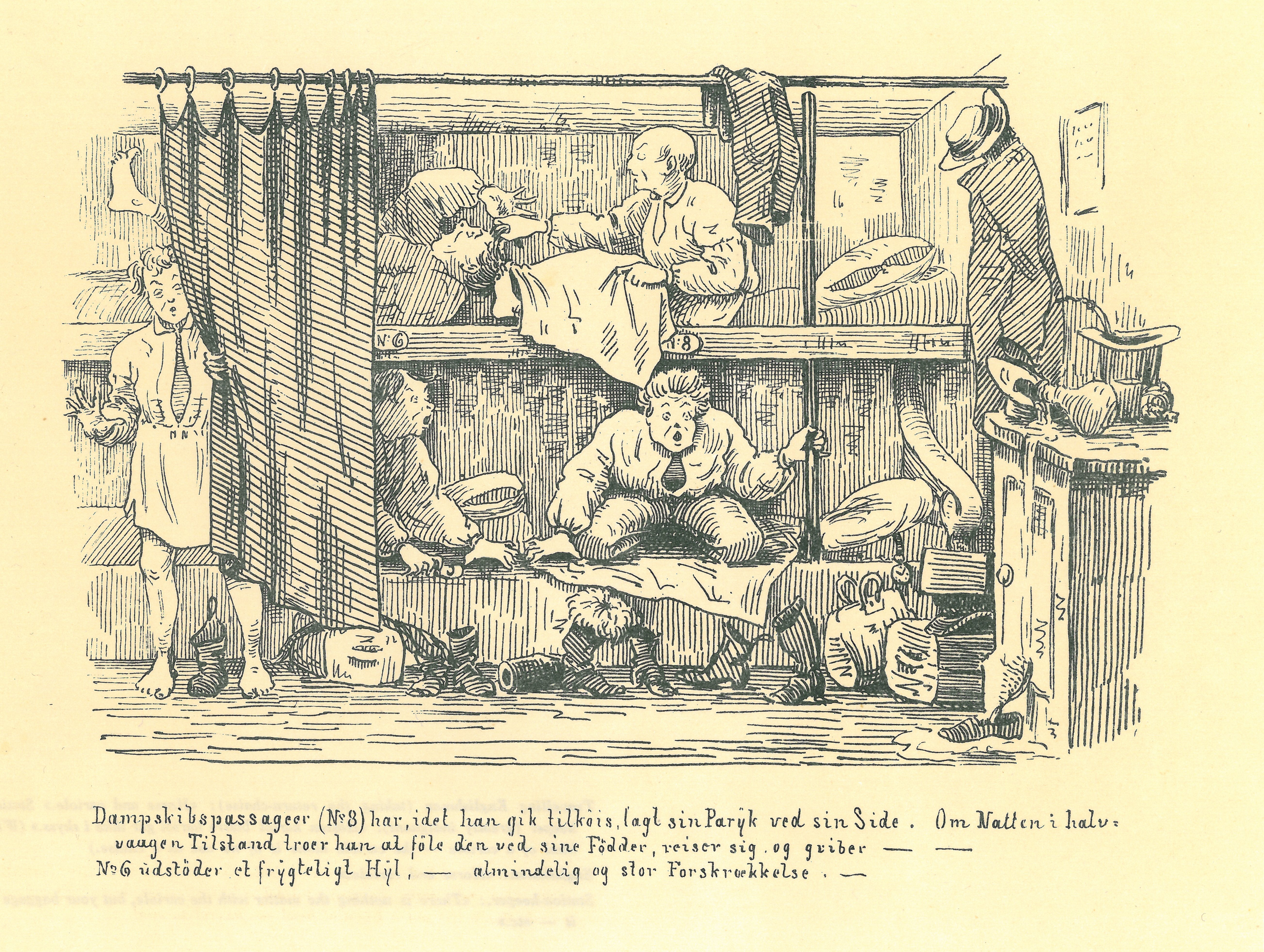
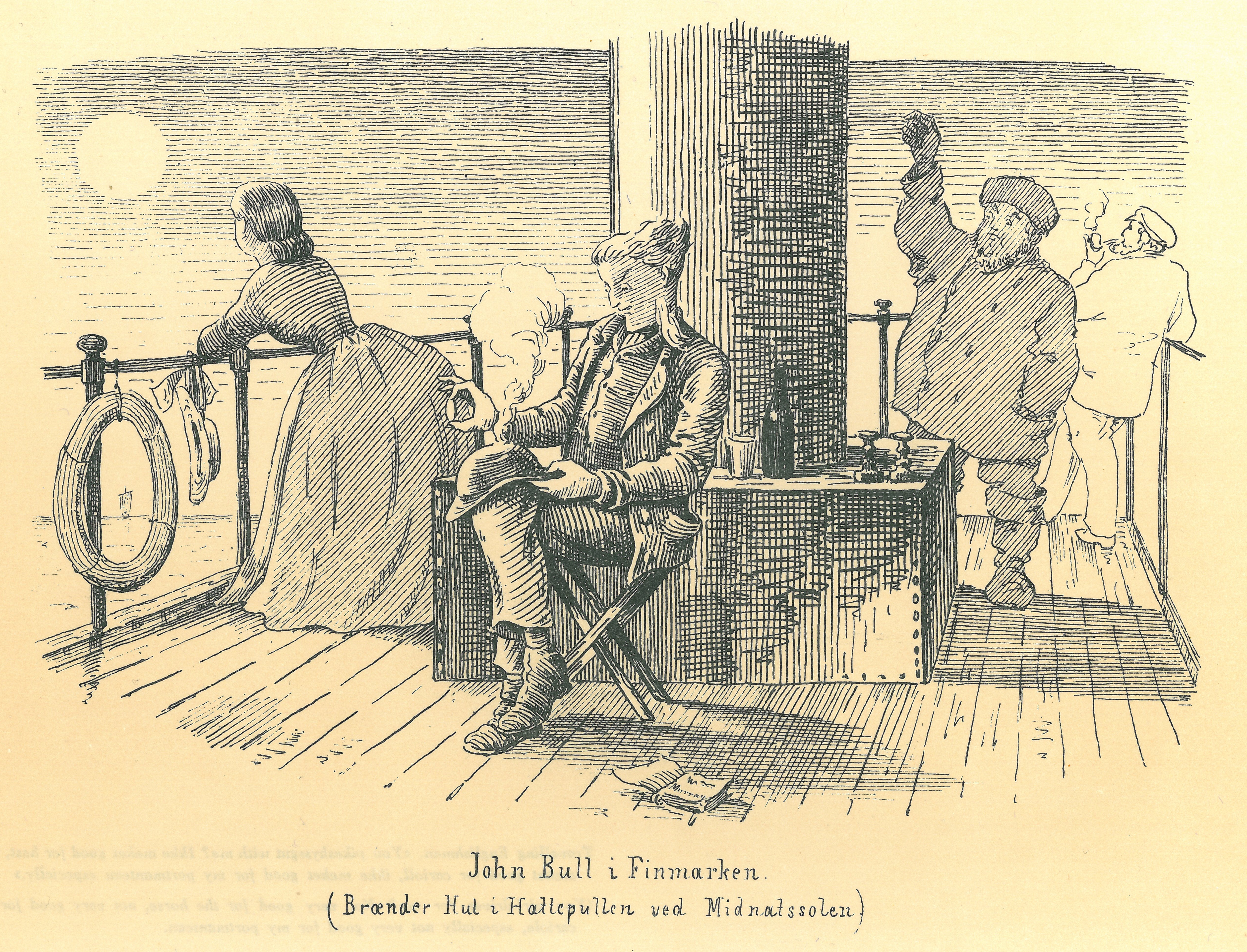
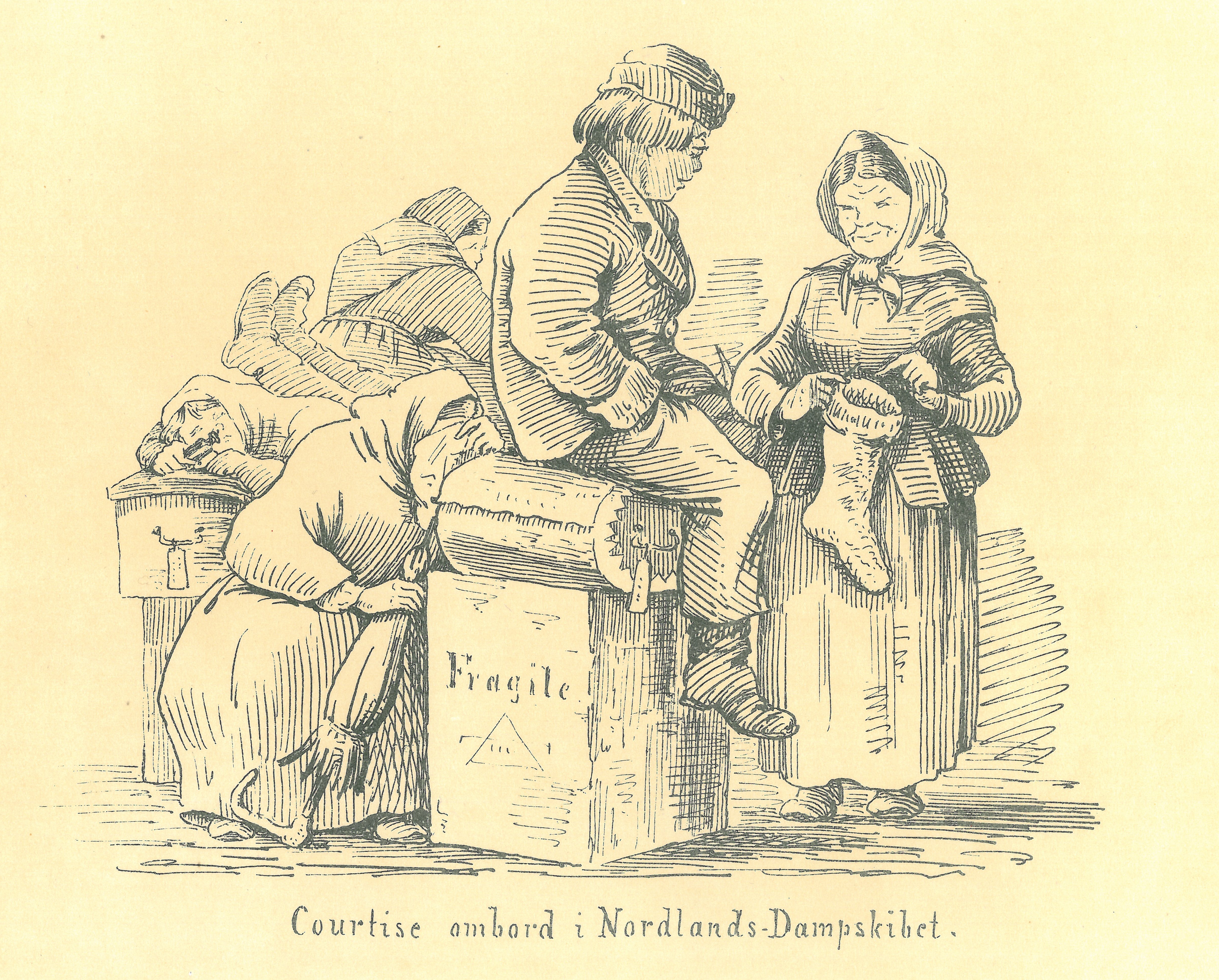